# Xenotypa
Xenotypa är ett släkte av svampar. Enligt Catalogue of Life ingår Xenotypa i familjen Valsaceae, ordningen Diaporthales, klassen Sordariomycetes, divisionen sporsäcksvampar och riket svampar, men enligt Dyntaxa är tillhörigheten istället familjen Gnomoniaceae, ordningen Diaporthales, klassen Sordariomycetes, divisionen sporsäcksvampar och riket svampar.
|          | Apioporthe                          |
|          |                                     |
|          | Valsa                               |
|          |                                     |
|          | Cytospora                           |
|          |                                     |
|          | Anisogramma                         |
|          |                                     |
|          | Apioporthella                       |
|          |                                     |
|          | Leucostoma                          |
|          |                                     |
|          | Valsella                            |
|          |                                     |
|          | Clypeoporthe                        |
|          |                                     |
| Xenotypa | \| \| Xenotypa aterrima \| \| \| \| |
|          | \| \| Xenotypa aterrima \| \| \| \| |
|          | Bagcheea                            |
|          |                                     |
|          | Anisomyces                          |
|          |                                     |
|          | Valseutypella                       |
|          |                                     |
|          | Diaporthella                        |
|          |                                     |
|          | Cryptascoma                         |
|          |                                     |
|          | Paravalsa                           |
|          |                                     |
|          | Xenotypa aterrima                   |
|          |                                     |

|  | Xenotypa aterrima |
|  |                   |